# قیفک‌های سنگی
قیفک‌های سنگی (نام علمی: Conilithes) نام یک سرده از خانواده قیفکیان است.